# Crotalaria mocubensis
Crotalaria mocubensis là một loài thực vật có hoa trong họ Đậu. Loài này được Polhill miêu tả khoa học đầu tiên.